# My Little Pony: The Movie
My Little Pony: The Movie (Nederlands: My Little Pony: De film) is een Amerikaanse animatiefilm uit 2017, gebaseerd op de serie My Little Pony: Vriendschap is betoverend.

## Rolverdeling
| Personage                             | Engelse stem                                   | Nederlandse stem       |
| ------------------------------------- | ---------------------------------------------- | ---------------------- |
| Twilight Sparkle                      | Tara Strong Rebecca Shoichet (zangstemmen)     | Anneke Beukman         |
| Applejack                             | Ashleigh Ball                                  | An Vanderstighelen     |
| Fluttershy                            | Andrea Libman                                  | Lizemijn Libgott       |
| Pinkie Pie                            | Andrea Libman Shannon Chan-Kent (zangstemmen)  | Melise de Winter       |
| Rainbow Dash                          | Ashleigh Ball                                  | Karina Mertens         |
| Rarity                                | Tabitha St. Germain Kazumi Evans (zangstemmen) | Amaryllis Uitterlinden |
| Spike                                 | Cathy Weseluck                                 | Christa Lips           |
| Songbird Serenade                     | Sia Furler                                     |                        |
| Tempest Shadow / Fizzlepop Berrytwist | Emily Blunt                                    |                        |
| Grubber                               | Michael Peña                                   | Joost Claes            |
| Storm King                            | Liev Schreiber                                 |                        |
| Capper                                | Taye Diggs                                     |                        |
| Kapitein Celaeno                      | Zoë Saldana                                    |                        |
| Koningin Novo                         | Uzo Aduba                                      |                        |
| Prinses Skystar                       | Kristin Chenoweth                              |                        |